# Trypeticus huijbregtsi
Trypeticus huijbregtsi är en skalbaggsart som beskrevs av Kanaar 2003. Trypeticus huijbregtsi ingår i släktet Trypeticus och familjen stumpbaggar. Inga underarter finns listade i Catalogue of Life.